# Hunimund (Donau-Sueben)
Hunimund war ein spätantiker bzw. frühmittelalterlicher Fürst und Anführer (dux oder rex) der Donausueben zur Zeit der Völkerwanderung.
Nach der Schlacht am Nedao 454, in dem eine germanische Koalition die Hunnen unter Führung von Attilas Sohn Ellac besiegt hatte, gründete Hunimund ein kurzlebiges Suebenreich an der mittleren Donau nördlich Noricums (heutige südliche Slowakei). Die Kräfteverhältnisse zwischen den verschiedenen germanischen Reichen und Stämmen des Gebiets waren von Konkurrenz geprägt; Hunimunds Reich war eines der kleineren. Es befand sich offenbar in ständiger Auseinandersetzung mit den Ostgoten, die auf der fruchtbareren römischen Seite als Foederaten siedelten. Bezeugt ist etwa ein Feldzug Hunimunds 467/468 durch das ostgotische Gebiet der Savia (in Pannonien) bis nach Dalmatien, wo er plündern und Viehherden der Goten stehlen ließ. Auf dem Rückweg wurde er jedoch von Thiudimir (Theodemer), einem der amalischen Könige der Greutungen, am Balaton gestellt, besiegt und gefangen genommen. Hunimund musste sich nun nach germanischer Sitte als Waffensohn von Thiudimir adoptieren lassen und wurde erst dann entlassen.
Schon bald darauf (468/469) verbündete sich Hunimund aber mit den Skiren unter Edekon erneut gegen die Ostgoten. Es gelang ihnen zwar, den amalischen König Valamir (Walamer) zu töten, sie wurden aber erneut besiegt. Hunimund gab allerdings keineswegs auf: Auch gegen Valamirs Nachfolger Thiudimir, dem er eigentlich die Treue geschworen hatte, verbündete sich Hunimund mit einer Koalition aus Skiren, einer Gruppe unter einem Alarich (vielleicht Heruler), Sarmaten, Gepiden und Rugiern, die auch von Ostrom gestützt wurde, und fiel erneut in Pannonien ein. Trotz des breiten Zusammenschlusses gelang den Ostgoten der Sieg in der Schlacht an der Bolia 469.
Hunimund scheint die Flucht gelungen zu sein, denn er wird in dem Bericht über Thiudimirs Gegenfeldzug im Winter 469/470, bei dem dieser das Gebiet der Sueben verwüstete, nicht erwähnt. Zuweilen wird vermutet, dass er die Donau hoch zu den Alamannen floh; dann könnte er auch der Hunimund sein, der in der Vita Sancti Severini des Eugippius als Anführer einer Gruppe von „Barbaren“ genannt wird, die Batavis (heute Passau) überfielen.
Aufgrund der Zeit- und Namensgleichheit wird er zuweilen mit dem ostgotischen König Hunimund verwechselt.